# Raddy Ovouka
Raddy Machel Hokemba Ovouka, noto semplicemente come Raddy Ovouka (7 dicembre 1999), è un calciatore congolese (Repubblica del Congo), difensore del Drita in prestito dall'Hearts of Oak e della nazionale congolese.

## Caratteristiche tecniche
È un terzino sinistro.

## Carriera

### Club
Nel 2017 entra a far parte degli Hearts of Oak, entrando a far parte in pianta stabile della prima squadra nel 2019. Nel 2020 è stato incluso nella lista dei candidati per il premio di calciatore congolese dell'anno.
Nel 2023 si trasferisce al Drita, club della prima divisione kosovara.

### Nazionale
Il 26 marzo 2021 debutta con la nazionale congolese in occasione del match di qualificazione per la Coppa d'Africa pareggiato 0-0 contro il Senegal.

## Statistiche
Statistiche aggiornate al 2 settembre 2021.

### Presenze e reti nei club
| Stagione        | Squadra         | Campionato      | Campionato | Campionato | Coppe nazionali | Coppe nazionali | Coppe nazionali | Coppe continentali | Coppe continentali | Coppe continentali | Altre coppe | Altre coppe | Altre coppe | Totale | Totale | Totale |
| Stagione        | Squadra         | Comp            | Pres       | Reti       | Comp            | Pres            | Reti            | Comp               | Pres               | Reti               | Comp        | Pres        | Reti        | Pres   | Reti   |        |
| --------------- | --------------- | --------------- | ---------- | ---------- | --------------- | --------------- | --------------- | ------------------ | ------------------ | ------------------ | ----------- | ----------- | ----------- | ------ | ------ | ------ |
| 2017-2018       | Hearts of Oak   | PL              | 1          | 0          |                 | -               | -               |                    | -                  | -                  |             | -           | -           | 1      | 0      |        |
| 2019-2020       | Hearts of Oak   | PL              | 12         | 0          |                 | -               | -               |                    | -                  | -                  |             | -           | -           | 12     | 0      |        |
| 2020-2021       | Hearts of Oak   | PL              | 29         | 1          |                 | -               | -               |                    | -                  | -                  |             | -           | -           | 29     | 1      |        |
| Totale carriera | Totale carriera | Totale carriera | 42         | 1          |                 | 0               | 0               |                    | -                  | -                  |             | -           | -           | 42     | 1      |        |

### Cronologia presenze e reti in nazionale
| Cronologia completa delle presenze e delle reti in nazionale ― Rep. del Congo | Cronologia completa delle presenze e delle reti in nazionale ― Rep. del Congo | Cronologia completa delle presenze e delle reti in nazionale ― Rep. del Congo | Cronologia completa delle presenze e delle reti in nazionale ― Rep. del Congo | Cronologia completa delle presenze e delle reti in nazionale ― Rep. del Congo | Cronologia completa delle presenze e delle reti in nazionale ― Rep. del Congo | Cronologia completa delle presenze e delle reti in nazionale ― Rep. del Congo | Cronologia completa delle presenze e delle reti in nazionale ― Rep. del Congo |
| Data                                                                          | Città                                                                         | In casa                                                                       | Risultato                                                                     | Ospiti                                                                        | Competizione                                                                  | Reti                                                                          | Note                                                                          |
| ----------------------------------------------------------------------------- | ----------------------------------------------------------------------------- | ----------------------------------------------------------------------------- | ----------------------------------------------------------------------------- | ----------------------------------------------------------------------------- | ----------------------------------------------------------------------------- | ----------------------------------------------------------------------------- | ----------------------------------------------------------------------------- |
| 26-3-2021                                                                     | Brazzaville                                                                   | Rep. del Congo                                                                | 0 – 0                                                                         | Senegal                                                                       | Qual. Coppa d'Africa 2021                                                     | -                                                                             |                                                                               |
| 30-3-2021                                                                     | Bissau                                                                        | Guinea-Bissau                                                                 | 3 – 0                                                                         | Rep. del Congo                                                                | Qual. Coppa d'Africa 2021                                                     | -                                                                             |                                                                               |
| 9-6-2021                                                                      | Manavgat                                                                      | Niger                                                                         | 0 – 1                                                                         | Rep. del Congo                                                                | Amichevole                                                                    | -                                                                             | 89’                                                                           |
| 11-11-2021                                                                    | Brazzaville                                                                   | Rep. del Congo                                                                | 1 – 1                                                                         | Namibia                                                                       | Qual. Mondiali 2022                                                           | -                                                                             | 54’                                                                           |
| 14-11-2021                                                                    | Thiès                                                                         | Senegal                                                                       | 2 – 0                                                                         | Rep. del Congo                                                                | Qual. Mondiali 2022                                                           | -                                                                             | 89’                                                                           |
| 8-6-2022                                                                      | Brazzaville                                                                   | Rep. del Congo                                                                | 1 – 0                                                                         | Gambia                                                                        | Qual. Coppa d'Africa 2023                                                     | -                                                                             | 5’                                                                            |
| 27-9-2022                                                                     | Mohammédia                                                                    | Rep. del Congo                                                                | 0 – 2                                                                         | Mauritania                                                                    | Amichevole                                                                    | -                                                                             |                                                                               |
| 24-9-2023                                                                     | Mohammédia                                                                    | Rep. del Congo                                                                | 3 – 3                                                                         | Madagascar                                                                    | Amichevole                                                                    | -                                                                             |                                                                               |
| 27-9-2023                                                                     | Mohammédia                                                                    | Rep. del Congo                                                                | 0 – 2                                                                         | Mauritania                                                                    | Amichevole                                                                    | -                                                                             |                                                                               |
| 18-6-2023                                                                     | Brazzaville                                                                   | Rep. del Congo                                                                | 0 – 2                                                                         | Mali                                                                          | Qual. Coppa d'Africa 2023                                                     | -                                                                             |                                                                               |
| Totale                                                                        |                                                                               | Presenze                                                                      | 10                                                                            |                                                                               | Reti                                                                          | 0                                                                             |                                                                               |

## Palmarès

### Club

#### Competizioni nazionali
- Campionato ghanese: 1

Hearts of Oak: 2020-2021
- Coppa di Ghana: 2

Hearts of Oak: 2021, 2022
- Campionato kosovaro: 1

Drita: 2024-2025